# Буро (Чад)
Буро (фр. Bouro) — деревня в Чаде, расположенная на территории региона Тибести. Входит в состав департамента Восточное Тибести.

## Географическое положение
Деревня находится в северо-западной части Чада, в центральной части плоскогорья Тибести, на высоте 1532 метра над уровнем моря.
Буро расположен на расстоянии приблизительно 1026 километров к северо-северо-востоку (NNE) от столицы страны Нджамены.

## Климат
Климат Буро характеризуется как аридный жаркий (BWh в классификации климатов Кёппена). Уровень атмосферных осадков, выпадающих в течение года крайне низок (среднегодовое количество — 24 мм). Средняя годовая температура воздуха составляет 20 °C. Средняя температура самого холодного месяца (января) составляет 10,1°С, самого жаркого месяца (июня) — 27,3 °С..

## Транспорт
Ближайший аэропорт расположен в городе Бардаи.